# Contre-la-montre féminin aux championnats du monde de cyclisme sur route 2001
Navigation
2000 2002
Le contre-la-montre féminin des championnats du monde de cyclisme sur route 2001 a lieu le 10 octobre 2001 à Lisbonne, au Portugal, sur un parcours de 19,2 km. Il est remporté par la Française Jeannie Longo, dont c'est le quatrième titre en contre-la-montre. Elle devance la Suisse Nicole Brändli de 41 centièmes de seconde.

## Classement
|                                    | Coureur                | Pays             |    | Temps         |
| ---------------------------------- | ---------------------- | ---------------- | -- | ------------- |
| Médaille d'or, Coupe du Monde      | Jeannie Longo          | France           | en | 29 min 8 s 55 |
| Médaille d'argent, Coupe du Monde  | Nicole Brändli         | Suisse           | +  | 0 s 41        |
| Médaille de bronze, Coupe du Monde | Teodora Ruano          | Espagne          |    | 44 s 61       |
| 4                                  | Rasa Polikevičiūtė     | Lituanie         |    | 46 s 94       |
| 5                                  | Judith Arndt           | Allemagne        |    | 55 s 07       |
| 6                                  | Mari Holden            | États-Unis       |    | 1 min 26 s 00 |
| 7                                  | Anna Millward          | Australie        |    | 1 min 26 s 67 |
| 8                                  | Mirjam Melchers        | Pays-Bas         |    | 1 min 32 s 52 |
| 9                                  | Diana Žiliūtė          | Lituanie         |    | 1 min 32 s 79 |
| 10                                 | Priska Doppmann        | Suisse           |    | 1 min 40 s 71 |
| 11                                 | Fabiana Luperini       | Italie           |    | 1 min 42 s 27 |
| 12                                 | Alessandra Cappellotto | Italie           |    | 1 min 48 s 71 |
| 13                                 | Olga Slyusareva        | Russie           |    | 1 min 53 s 09 |
| 14                                 | Kimberly Bruckner      | États-Unis       |    | 2 min 0 s 08  |
| 15                                 | Leah Goldstein         | Canada           |    | 2 min 5 s 21  |
| 16                                 | Anne Samplonius        | Canada           |    | 2 min 7 s 39  |
| 17                                 | Hanka Kupfernagel      | Allemagne        |    | 2 min 21 s 40 |
| 18                                 | Bogumiła Matusiak      | Pologne          |    | 2 min 24 s 76 |
| 19                                 | Elena Tchalykh         | Russie           |    | 2 min 30 s 12 |
| 20                                 | Solrun Flataas         | Norvège          |    | 2 min 37 s 29 |
| 21                                 | Pia Sundstedt          | Finlande         |    | 2 min 43 s 13 |
| 22                                 | Sara Carrigan          | Australie        |    | 2 min 43 s 44 |
| 23                                 | Jenny Algelid          | Suède            |    | 2 min 48 s 06 |
| 24                                 | Lada Kozlíková         | Tchéquie         |    | 2 min 51 s 12 |
| 25                                 | Tetyana Andrushchenko  | Ukraine          |    | 2 min 56 s 76 |
| 26                                 | Doris Posch            | Autriche         |    | 3 min 0 s 09  |
| 27                                 | Sari Saarelainen       | Finlande         |    | 3 min 9 s 38  |
| 28                                 | Katrina Berger         | États-Unis       |    | 3 min 16 s 81 |
| 29                                 | Lisbeth Simper         | Danemark         |    | 3 min 22 s 15 |
| 30                                 | Séverine Desbouys      | France           |    | 3 min 37 s 10 |
| 31                                 | Kirsty Nicole Robb     | Nouvelle-Zélande |    | 3 min 59 s 94 |
| 32                                 | Wenche Stensvold       | Norvège          |    | 4 min 7 s 57  |
| 33                                 | Flor Marina Delgadillo | Colombie         |    | 4 min 12 s 20 |
| 34                                 | Miho Oki               | Japon            |    | 4 min 36 s 01 |
| 35                                 | Monika Tyburska        | Pologne          |    | 5 min 0 s 11  |
| 36                                 | Ine Wannijn            | Belgique         |    | 5 min 8 s 17  |
| 37                                 | Martha Luz Lopez       | Colombie         |    | 5 min 37 s 65 |
| 38                                 | Anastasia Pastourmatzi | Grèce            |    | 9 min 7 s 81  |